# كريستال ر فوكس
كريستال ر فوكس (بالإنجليزية: Crystal R. Fox)‏ مواليد في كارولاينا الشمالية، الولايات المتحدة، هي ممثلة أمريكية بدأت مسيرتها الفنية عام 1989.

## وصلات خارجية
- كريستال ر فوكس على موقع IMDb (الإنجليزية)
- كريستال ر فوكس على موقع إن إن دي بي (الإنجليزية)
- كريستال ر فوكس على موقع قاعدة بيانات الفيلم (الإنجليزية)